# Agrochola uniformis
Agrochola uniformis là một loài bướm đêm trong họ Noctuidae.